# Itame coloradensis
Itame coloradensis är en fjärilsart som beskrevs av George Duryea Hulst 1896. Itame coloradensis ingår i släktet Itame och familjen mätare. Inga underarter finns listade i Catalogue of Life.